# Выключение вычислительной системы
Выключение, шатдаун (от англ. shutdown) — операция штатного или аварийного прекращения работы вычислительной системы, а также операции, предшествующие ей.

## Необходимость процедуры
В случае, если устройство не обеспечивает каких-либо сетевых сервисов, не имеет кешируемой на запись файловой системы, оно может быть выключено без предварительной подготовки (например, телевизор с встроенным компьютером).
Чаще всего необходимость шатдауна возникает при использовании кешированной файловой системы, запущенных сетевых сервисов, баз данных. Дополнительно, в серверных системах выключение может подразумевать оповещение о выключении всех заинтересованных сервисов, передачу ролей, оповещение соседей по кластеру о прекращении работы и т. д.
Потребность в особой процедуре выключения может возникать у, например, баз данных (см ACID) для сохранения консистентного состояния.

## Типичные операции при шатдауне
- Завершение приложений
- Закрытие сетевых соединений (в случае, если этого не сделало приложение)
- Снятие файловых блокировок запущенных процессов (выполняется запущенными процессами при завершении)
- Синхронизация дисковой подсистемы («сброс кеша»)
- Сохранение настроек (таких как текущее время, состояние генератора псевдослучайных чисел и т. д.)
- Фиксация процесса перезагрузки в системных журналах
- Отключение питания части устройств или всего компьютера

## Типы выключения
Выключение может подразумевать:
1. полную остановку системы (переход в бесконечный цикл),
2. самовыключение питания (при поддержке подобного со стороны аппаратного обеспечения),
3. переход в режим обслуживания (англ. maintenance mode).

Выключение может быть:
- штатным,
- срочным
- аварийным.

Штатное выключение подразумевает выполнение всех процедур, срочное требует минимального набора действий для сохранения работоспособности системы (обычно это сброс дискового кеша), аварийное подразумевает внезапное прекращение питания системы без предварительной подготовки к этому. Аварийное завершение может оставить систему или её компоненты в нерабочем состоянии, так что многие системы при загрузке отслеживают признак «корректного завершения» (который выставляется во время штатного/срочного завершения) и инициируют дополнительные проверки состояния в случае, если этот признак не обнаружен.
В мобильных устройствах с низким энергопотреблением в режиме ожидания (такими, как сотовые телефоны) может различаться понятие «выключение», сохраняющее часть функций устройства, и полное отключение, приводящее при последующем включении к холодной загрузке.

## Реализация

### DOS
DOS, являясь однозадачной операционной системой, не имеет особой процедуры шатдауна. В случае, если не используются программы дискового кеширования (такие, как smartdrv), то выключение компьютера при не запущенной программе не приносит вреда файловой системе. При использовании кеширования записи требуется предварительное оповещение smartdrv о завершении работы. Дополнительно, некоторые старые дисковые системы требуют особой команды на парковку головок (выключение питания при незапаркованных головках приводит к повреждению пластин и головок, которые останавливаясь, касаются поверхности).

### Unix
В Unix и юникс-подобных системах существовали команды остановки системы (halt) и завершения работы (shutdown), переводящие систему в однопользовательский режим с подмонтированными в read-only дисками (подразумевалось, что в этом режиме осуществляется обслуживание системы). В различных диалектах Unix набор ключей и интерпретация команды shutdown различаются, в частности, некоторые системы (например, Linux) подразумевают, что команда shutdown без параметров должна выключать питание системы (в случае возможности этого).